# ジオキシン

1,2-ジオキシン

1,4-ジオキシン

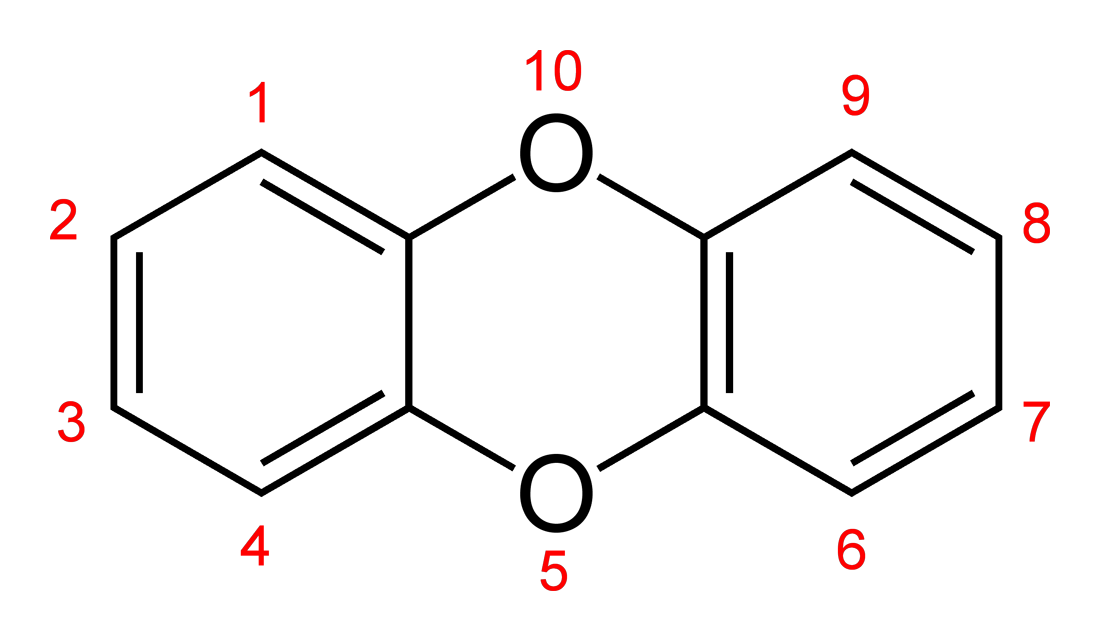
ジベンゾジオキシン

ジオキシン (dioxin) とは、酸素2個を含む6員環の複素環式化合物のうち、二重結合が2個ある形のもの。分子式は C4H4O2。2種類の位置異性体 1,2-ジオキシン、1,4-ジオキシンが知られ、それぞれ CAS登録番号として [289-87-2]、[290-67-5] が与えられている。どちらも一般に単独では不安定な構造であるが、1,4-ジオキシン構造は芳香環と縮合した形で安定化され、中でも2個のベンゼン環が縮合したジベンゾジオキシン (dibenzodioxin) 構造は、ダイオキシンの呼称でよく知られる化合物群の母骨格である。
近年のいくつかの研究で、ジオキシンは短寿命の反応中間体として、あるいは計算化学の対象として取り扱われている。

## 生成
CAS番号が小さいことから分かるようにジオキシン自体は有機化学の初期より研究の目標となっており、古い論文には脱離反応で合成したとするものもある。しかしその後に不安定な化合物であることが明らかとなっており、古い合成例は別の生成物を捕らえたものと考えられている。
Aitken らは 1,4-ジオキシンと無水マレイン酸がディールス・アルダー反応で縮合した構造に相当する化合物から、瞬間的な熱分解 (FVP法) により 1,4-ジオキシンを発生させ、さらなる分解生成物であるアクロレインを得たことを報告している。